# Иоанн (Берзинь)
Епи́скоп Иоа́нн (в миру Пётр Леони́дович Бе́рзинь или Бе́рзиньш, латыш. Pēteris Bērziņš; 16 марта 1957, Кума, Новый Южный Уэльс, Австралия) — епископ Русской Православной Церкви Заграницей, епископ Каракасский и Южно-Американский, управляющий единоверческими приходами РПЦЗ.

## Биография
Родился 16 марта 1957 года в городе Кума в Австралии в семье православных латышей, вынужденно покинувших родину в 1944 году. «Нарекли меня Петром, в честь Первоверховного апостола, а старшего брата назвали Андреем, в честь апостола Первозванного». Окончил в Австралии среднюю школу, а затем филологический факультет Австралийского национального университета, где специализировался на изучении древнегреческого и латинского языков. Помимо этих языков владел русским, английским, латышским языками.
В 1982 году уехал в США, где поступил в Свято-Троицкую семинарию в Джорданвилле, где «сблизился со старообрядцами и быстро стал одним из них».
В 1985 году окончил семинарию и 29 марта того же года архиепископом Сиракузским и Троицким Лавром (Шкурлой) был пострижен в мантию с именем Иоанн в честь Иоанна Предтечи. 12 апреля 1987 года архиепископом Лавром рукоположён во иеродиаконы, 4 ноября им же — во иеромонахи.
В 1988 году направлен служить в Австралию.
На Архиерейском Соборе РПЦЗ 1991 года архиепископ Лавр (Шкурла) рассказывал, что иеромонах Иоанн, будучи в греческом монастыре на Афоне, должен был посетить Константинопольскую Патриархию на Фанаре для получения разрешения оставаться на Святой Горе. На Фанаре ему объявили, что он должен отказаться от Зарубежной Церкви и, если они установят, что Зарубежная Церковь раскольническая, то ему нужно будет перерукоположиться или уехать с Афона. Иеромонах Иоанн не согласился на такое предложение и вернулся в Свято-Троицкий монастырь в Джорданвилле.
В 1992—1996 годах служил духовником женской Спасо-Вознесенской обители на Святой Земле.
С 2000 года нёс послушание секретаря епископа Ирийского Даниила (Александрова), викария Председателя Архиерейского Синода Русской Зарубежной Церкви по окормлению единоверцев.
Осенью 2000 года посетил Москву по случаю торжеств, связанных с 200-летием учреждения единоверия в Русской Православной Церкви. Посетил единоверческий храм в Михайловской Слободе.
В 2001—2005 годах — духовник женских Спасо-Вознесенской и Гефсиманской обителей на Святой Земле.
5 сентября 2005 года в Свято-Троицком монастыре в Джорданвилле в ходе празднования 75-летия обители митрополитом Восточно-Американским Лавром (Шкурлой) был возведён в сан игумена.
С 2005 по 2008 год окормлял миссионерскую общину в честь преподобных Сергия и Германа Валаамских в Чикагской и Средне-Американской епархии.
В июле 2007 года посетил Россию во второй раз, совершив недельный визит в Россию вместе с протоиереем Пименом Саймоном и диаконом Иерофеем Поповым. Очень теплой была встреча и общение с ним представителей Михаило-Архангельской единоверческой общины во время конференции.

### Архиерейство
20 мая 2008 года на заседании Архиерейского Собора Русской Православной Церкви Заграницей был решено направить его послужной список на утверждение Патриарху Алексию II для предстоящей архиерейской хиротонии, что требовалось согласно подписанному в мае 2007 года Акту о каноническом общении.
20 июня 2008 года Священный Синод Русской Православной Церкви утвердил избрание игумена Иоанна (Берзиня) епископом Каракасским, управляющим приходами Русской Зарубежной Церкви в Южной Америке (по американскому времени было ещё 19 июня). Стал первым клириков Русской Зарубежной Церкви, чьё епископское избрание, в соответствии c Актом о каноническом общении, утвердил Священный Синод Русской Православной Церкви.
20 июня 2008 года в единоверческом храме Рождества Христова в городе Эри, штат Пенсильвания, состоялось наречение игумена Иоанна во епископа, которое совершили: председатель Архиерейского Синода Русской Зарубежной Церкви митрополит Иларион (Капрал), епископ Ирийский Даниил (Александров) и епископ Кливлендский Петр (Лукьянов). Диакон Игорь Краев торжественно возгласил: «Честный отец священноинок Иоанн, Святый Собор Епископов, с согласия Святейшего Патриарха Московского и всея Руси Алексия, благословил Вашу Святыню быти Епископом Богоспасаемого города Каракаса». Протоиерей Пимен Саймон и священноиерей Феодор Юревич вывели отца Иоанна из алтаря к восседавшим на своих местах архиереям. После совершения чина наречения кандидат в епископы выразил благодарность за высокое доверие и благоговейное почтение к предстоящему служению.
21 июня 2008 года в том же храме хиротонисан во епископа Каракасского, управляющего приходами Русской Зарубежной Церкви в Южной Америке. Чин хиротонии совершили те же епископы. Богослужебные последования совершалось по древнему чину.
Назначению епископа Иоанна на Южно-Американскую кафедру предшествовал долгий период нестроений в жизни Русской зарубежной церкви в Южной Америке. Процесс ассимиляции в здесь шёл быстрее, чем в США или Австралии, дети смешанных браков редко оставались православными. Русскоязычные эмигранты из-за материальных проблем уезжали в другие края, прежде всего в США. В результате паства Русской зарубежной церкви стала быстро таять по всему континенту. Ситуацию осложняло и то, что во всей Латинской Америке не было ни одной духовной семинарии, а посылаемые в Свято-Троицкую духовную семинарию в Джорданвилле студенты редко возвращались на родину, предпочитая служить в США. Многие приходы годами жили без постоянного священника, что ещё сильнее отдаляло людей от церковной жизни, ослабляло позиции православия в регионе. Предшественник епископа Иоанна на южноамериканской кафедре епископ Александр (Милеант), скончался в 2005 году, после чего епископа в Южной Америке у РПЦЗ не было. Но и он в своей епархии бывал лишь наездами. В мае 2007 года более половины приходов в епархии, в том числе все 6 приходов в Бразилии перешли в юрисдикцию неканонического «ВВЦУ РПЦЗ» во главе с Агафангелом (Пашковским). Сам епископ Иоанн при этом ранее никогда не бывал в Латинской Америке и испанским языком не владел.
Впервые прибыл в свою епархию 18 октября 2008 года когда начались Дней России в странах Латинской Америки, в ходе которых он участвовал в богослужения и общественно-культурных мероприятиях в Сан-Хосе, Каракасе, Рио-де-Жанейро, Бразилиа, Сан-Паулу, Буэнос-Айресе, Мар-дель-Плате, Сантьяго и Асунсьоне. Одной из целей «Дней России» и было содействие возвращению ушедшего в раскол клира, чего достигнуто не было. Более того, раскольники попытались отсудить Воскресенский собор.
Поселился в Буэнос-Айресе на архиерейском подворье при кафедральном Воскресенском соборе, настоятелем которого стал. Главной проблемой возглавляемой им епархии стала нехватка духовенства. В результате раскола в его подчинении осталось всего пять священников: двое в Аргентине, двое в Венесуэле и один в Чили. Однако протоиерей Владимир Скалон скоро заболел и уже не мог служить, а в 2010 году скончался.
Стал совершать архипастырские поездки по южноамериканским странам, посещая как приходы РПЦЗ, так и общины Московского Патриархата, Антиохийского Патриархата и Сербской православной церкви. Установил контакты с митрополитом Аргентинским и Южноамериканским Платоном (Удовенко) и с митрополитом Аргентинским Антиохийского Патриархата Силуаном (Муси); в июле 2009 года в Воскресенском соборе впервые состоялось совместное богослужение архиереев трёх Церквей.
В августе 2009 года Архиерейским Синодом Русской Зарубежной Церкви утверждён правящим архиереем Южно-Американской епархии.
С августа 2009 года стал выходить печатный орган Южноамериканской епархии РПЦЗ «Церковный вестник Воскресенского кафедрального собора Буэнос-Айреса» на русском и испанском языках, в марте 2010 года переименованный в «Под Южным крестом»; в ноябре того же года был открыт сайт Южноамериканской епархии.
14 июня 2010 года были запрещены в священнослужении клирики, уклонившиеся в 2007 году в раскол и вошедшие в юрисдикцию РПЦЗ(А), возглавляемую Агафангелом (Пашковским): протоиерей Владимир Шленев, протоиерей Валентин Ивашевич, протоиерей Георгий Петренко (епископ Григорий), протоиерей Константин Бусыгин, священник Александр Ивашевич, священник Владимир Петренко, священник Михаил Бердук, диакон Игорь Баратов, диакон Кесарии Мортари, диакон Евгений Брага.
26 октября 2010 года решением Архиерейского Синода РПЦЗ, в связи со смертью епископа Даниила (Александрова) назначен управляющим единоверческими приходами РПЦЗ.
Епископ Иоанн регулярно выделяет время для посещения приходов своей обширной епархии, стремясь уврачевать раскол в южноамериканской пастве. 2 июня 2015 года совершил богослужения праздника Святой Пятидесятницы в Свято-Троицком храме в Сантьяго, вернув его в лоно Русской Зарубежной Церкви.
6 октября 2017 года включён в состав Синодальной библейской комиссии.

## Награды
- золотой крест (1994)
- Орден святого преподобного Серафима Саровского II степени (16 марта 2012 года) — во внимание к ревностному служению и в связи с 55-летием со дня рождения[20]
- памятная панагия (10 декабря 2013; от митрополита Илариона «на добрую и молитвенную память»[21])
- Орден преподобного Сергия Радонежского III степени (16 марта 2017) — «во внимание к усердным трудам и в связи с отмечаемыми датами 60-летием со дня рождения и 30-летием служения в священном сане»[22]